# Wydawnictwo Te Deum
Wydawnictwo Te Deum sp. z o.o. – polskie wydawnictwo z siedzibą w Warszawie, założone w 1996. Wydawane przez nie książki mają charakter religijny, a tematykę bliską dla ruchów tradycji katolickiej, takich jak Bractwo Kapłańskie Świętego Piusa X. Jego właścicielem jest Fundacja Damiana de Veuster.
Te Deum wydało dotąd 147 książek, w tym 57 encyklik, głównie w ogóle niewydanych w Polsce, lub niewydanych w Polsce po II wojnie światowej. Oprócz tego, wydawnictwo wydało książki takich autorów jak abp Marcel Lefebvre, bp Tihamér Tóth, ks. Karol Stehlin, Michael Davies czy ks. Robert Mäder. Jego działalność wydawnicza obejmuje również prowadzenie czasopisma Zawsze Wierni.